# Trolejbusová doprava v Plzni

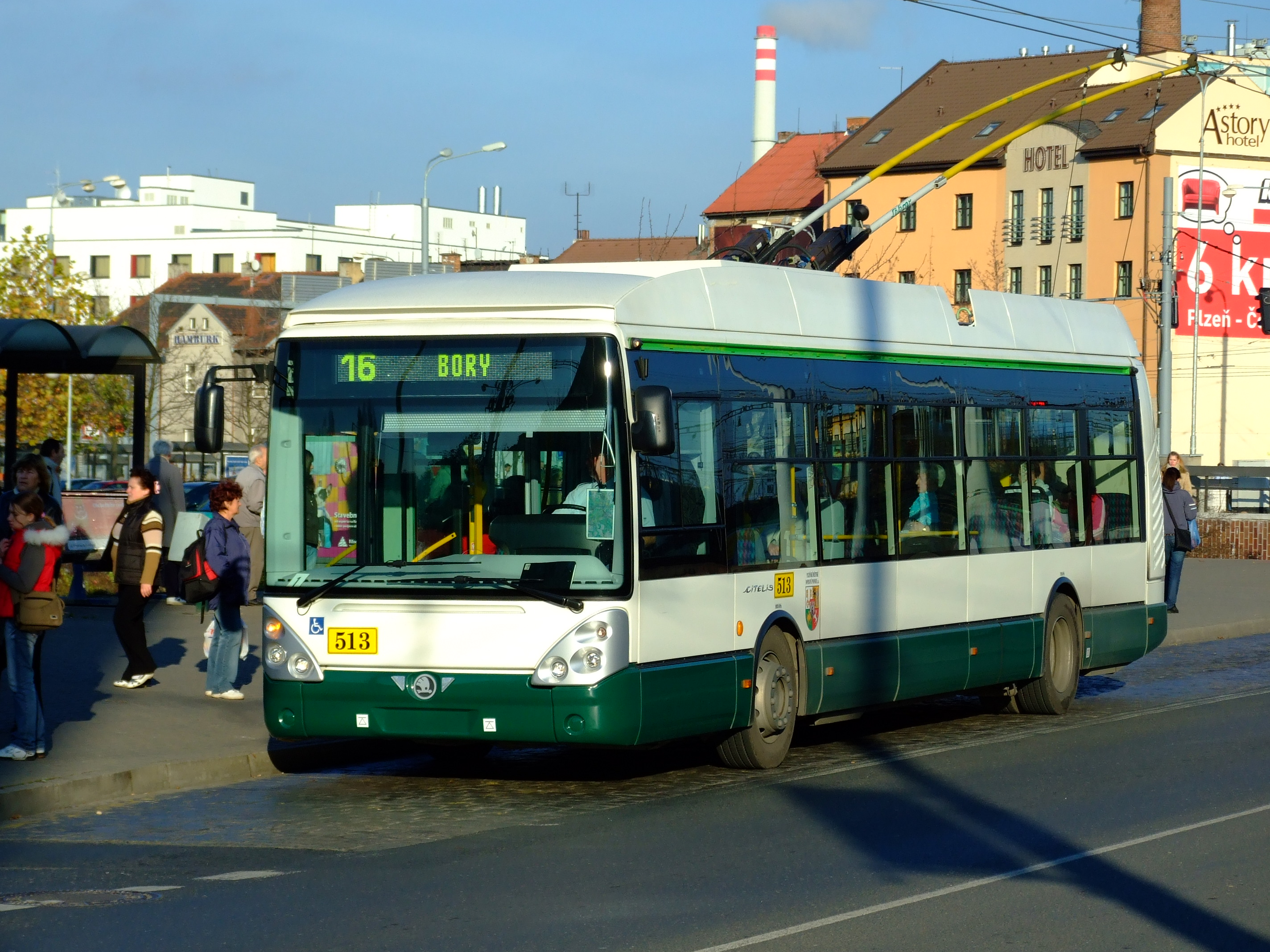
Nízkopodlažní trolejbus typu 24Tr s vozovou skříní Citelis na Americké třídě

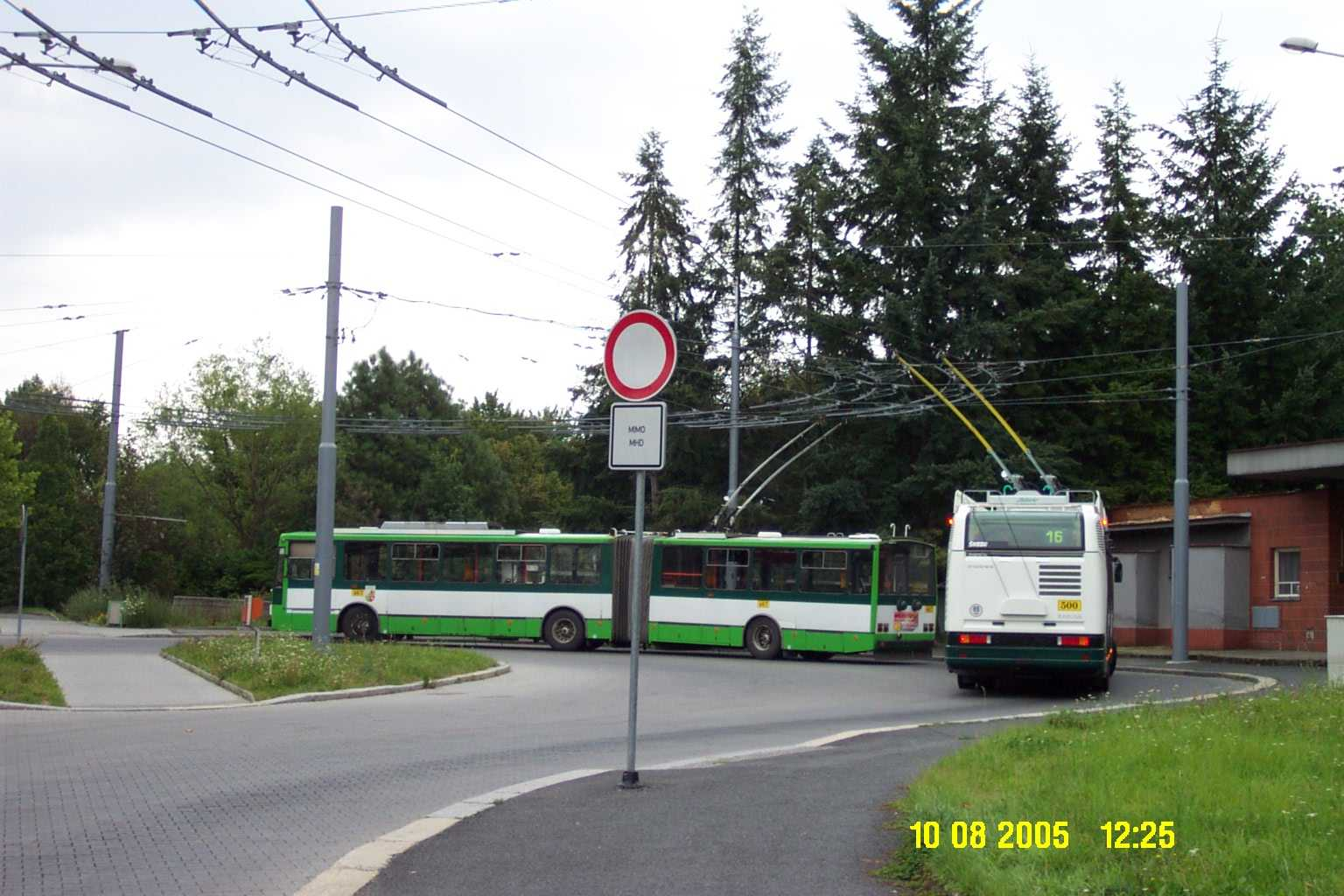
Trolejbus 15Tr v plzeňských barvách na konečné Bory, Heyrovského

Krajské město Plzeň v západních Čechách provozuje kromě tramvajové a autobusové také trolejbusovou dopravu.

## Historie

### Vznik a rozvoj trolejbusové sítě
Trolejbusová síť v Plzni vznikala za velmi těžké doby. První úvahy se objevily již v roce 1937, stavět se začalo roku 1939 a zprovoznění první trati mezi Městskými lázněmi a Doubravkou proběhlo 9. dubna 1941. Už 1. května téhož roku byla otevřena další trať k Ústřednímu hřbitovu. K dalšímu rozšíření došlo až po válce; na novou trať z Božkova přes nádraží do Skvrňan vyjely trolejbusy 28. října 1948, o rok později se jezdilo i z Doudlevců přes Kopeckého sady do Bolevce (linka 13) a v roce 1950 byla otevřena druhá severní trať na Košutku. Zde jezdila linka 14 v trase Košutka – Doudlevce. V roce 1953 byla otevřena trať do Černic, obsloužená prodlouženou linkou 13. Linka 13 se tedy větvila, některé spoje zajížděly do Černic, ostatní končily v Doudlevcích. Poslední vystavěnou tratí se na dlouhá léta stala trať ze Skvrňan na Novou Hospodu otevřená 2. ledna 1955. Rozvoj trolejbusů snížil podíl tramvají na celkové přepravě ve městě.

### Moderní doba
V roce 1958 byla v souvislosti s výstavbou tramvajové trati na Světovar přeložen úsek z Koterovské do Lobezské ulice, po této změně následovala dlouhá přestávka ve stavbě trolejbusových tratí. Až v roce 1975 byla síť opět rozšířena, tentokrát tratí do Lobez a o rok později v Doubravce na dnešní stanici Zábělská. Rozsah sítě se ale zanedlouho zmenšil; výstavba sídlišť na severu Plzně a zároveň i výstavba tramvajových tratí tam ukončila provoz trolejbusů – trať na Košutku byla uzavřena ještě v roce 1976 a na Bolevec přestaly jezdit trolejbusy v roce 1977. 30. ledna roku 1988 byl zahájen provoz na nové trati, vedoucí z Borů přes Jižní předměstí a Mrakodrap na Doubravku, Na Dlouhých.
Tuto trať obsloužila linka 16, ta nahradila legendární autobusovou linku 29. Od této doby se síť téměř nezměnila, vyjma zrušení málo využívané trati z Mikulášského na Jiráskovo náměstí a postavení spojovací trati U teplárny okolo Tyršova mostu do Doudlevec (1998); zároveň byla zrušena točna v Doudlevcích na které se od roku 1949 trolejbusy otáčely. Tímto se dočkala nové trasy linka 14, která jezdí v trase Bory, Heyrovského (od roku 2013 pojmenována Sídliště Bory) - Goethova.

### 21. století
V září 2002 byl otevřen nový jednosměrný blokový objezd kolem Centrálního autobusového nádraží (CAN), který nahradil již kapacitně nevyhovující smyčku Husovo náměstí.
V souvislosti se zahájením rekonstrukce Americké třídy došlo od 21. dubna 2008 v trolejbusové síti k mnohým změnám. Dotklo se to vedení linek, přičemž některé byly zkráceny, jiné vedené v jiné trase, linka č. 14 byla po dobu trvání této výluky zrušena. Zavedeny byly také dvě nové linky s čísly 15 a 17. Tento stav trval až do 21. prosince 2008, o den později byl obnoven provoz linek v normálních trasách a zároveň byla do opětovného provozu uvedena trať v horní části Americké třídy.
V rámci 2. fáze optimalizace MHD, která byla spuštěna 28. srpna 2010, došlo ke zprovoznění nové trolejbusové trati vedoucí z křižovatky Němejcova – Borská u nádraží Jižní Předměstí Borskou ulicí do průmyslové zóny Borská Pole a Folmavskou ulicí dále na kruhový objezd u Nové Hospody, kde je trať napojena na již existující trasu. Z Folmavské ulice vede odbočka ulicí U Nové hospody na jižní okraj průmyslové zóny do smyčky Borská Pole, Teslova. Náklady na vybudování nové trati o celkové délce 4,5 km činily 162 miliónů korun, z čehož 120 miliónů Kč šlo z evropského programu ROP. Po trati jezdí prodloužená linka č. 15, a ve špičkách nové linky č. 17 a č. 18. Nově byla v rámci optimalizace zavedena také linka č. 10.
V roce 2010 byla také postavena trolejbusová trať v ulici U Trati v úseku mezi křižovatkami s Doudleveckou/Prokopovou (napojení na trolejbusovou síť) a Klatovskou třídou, kde byla provizorně slepě ukončena ještě před křižovatkou. Tato trať tedy není využívána, plánuje se její prodloužení přes Klatovskou třídu po ulici Borské, kde se má napojit na další trolejbusové úseky.
Kvůli stavbě třetího železničního koridoru musela být v roce 2012 uzavřena Prokopova ulice. Aby trolejbusy nemusely do vozovny Cukrovarská objíždět celé město přes Bory, byl postaven nový, přibližně 0,75 km dlouhý úsek v ulici U Trati od křižovatky s Doudleveckou/Prokopovou, přes most Milénia po křižovatku s Mikulášskou (v tomto směru napojení přes Koterovskou ulici). Trakční stožáry zde stály již od doby výstavby komunikace s mostem ve druhé polovině 90. let 20. století, neboť se zde počítalo s brzkou realizací trolejbusové tratě. Nově postavený úsek byl zprovozněn 29. března 2012, kdy zároveň začala výluka v ulici Prokopově. Po jejím ukončení se 30. června 2012 trolejbusové linky vrátily zpět do svých tras, nový úsek přes most Milénia bude dále využíván pouze při nájezdech na linky, zátazích do vozovny, výlukách a mimořádnostech. PMDP instaloval několik inteligentních panelů na důležitých stanicích.
V prosinci 2013 došlo k přejmenování mnohých zastávek, některé z důvodů nových pravidel psaní velkých písmen po předložkách (např. U plynárny → U Plynárny), nebo bylo odstraněno jméno čtvrti (např. Bory, Heyrovského → Sídliště Bory, nebo Doubravka, Zábělská → Doubravka)
Dne 29. srpna 2014 bylo slavnostně otevřeno nově vybudované depo Karlov, které od té doby slouží jako vozovna autobusů a trolejbusů PMDP. Vozidla sem byla převedena již v předchozích týdnech. Starý a nevyhovující areál v Cukrovarské ulici byl opuštěn a přenechán městu.
Velká přestavba plzeňského železničního uzlu dospěla v roce 2017 do fáze příprav na výměnu obou přemostění Mikulášské třídy, která je důležitou tramvajovou i trolejbusovou spojnicí mezi centrem města a Východním Předměstím. Zatímco tramvaje v omezené míře projížděly místem i během stavby, pro odklon trolejbusové linky 12 byly opatřeny trolejovým vedením ulice Železniční a Most nad nádražím. Po skončení výluky zůstala trať zachována a doplněna spojka od Železniční do ulice U Trati a od Doudlevecké na Mikulášskou třídu. Od té doby je možné trať používat průběžně od Jižního Předměstí až po křižovatku nad Prazdrojem (ta tak může sloužit jako paralelní/odklonová v případě uzavírek v centru města).
Budování železničního koridoru směrem na Domažlice a příprava elektrifikace této větve iniciovala výstavbu silniční přeložky části Domažlické třídy na úrovni starých Skvrňan. Během prací došlo ke snesení trolejbusového vrchního vedení přes původní železniční přejezd a provoz linky 12 tak byl podmíněn nasazováním dvousilových trolejbusů. Následně došlo ke zbudování silničního nadjezdu nad tratí a vrácení trolejového vedení od Panelárny v Zátiší až po zastávku U Dráhy. Na novém kruhovém objezdu u STK v Zátiší došlo k instalaci pomocného oblouku (smyčky) pro jízdu od Nové Hospody, naopak náhrady se nedočkalo obratiště Skvrňany, sloužící dříve pro otáčení vozů od centra.
Během letních prázdnin roku 2019 probíhala celková přestavba křižovatky u smyčky Nová Hospoda, která znemožnila trolejbusům toto obratiště používat. Vozy s pomocným pohonem, které byly v tomto období na linku 12 nasazeny, se tak dostávaly do zpátečního směru dlouhou jízdou po silnici I/26 až na mimoúrovňovou křižovatku s odbočkou na Vejprnice (známou také jako Lesní Zátiší), kde výpadovou komunikaci podjely a vracely se zpět k Plzni.
Od podzimu 2021 je linka 11 prodloužena za stanice CAN, a to skrze Radčice s konečnou v Malesicích nebo Křimicích.

### Budoucnost
Pro další rozvojové plány na rozšíření elektrické MHD v Plzni se počítá s návratem trolejbusů na Severní Předměstí, o konečné podobě však zatím není rozhodnuto. Výhledově se počítá s nahrazením vytížené autobusové linky č. 33 (Muzeum – Náměstí Republiky – Sídliště Košutka), dříve se uvažovalo s trolejbusy také na sídliště Vinice. Jelikož PMDP obnovuje svůj vozový park již téměř výhradně dvousilovými trolejbusy (v současnosti už pouze vybavenými trakčními bateriemi), staví to rozvoj nezávislé elektrické trakce k novým perspektivám. Prověřují se možnosti zavedení takových linek, které budou část trasy vedeny pod trolejemi a část do čtvrtí města, kam troleje zatím nevedou, nebo se je tam nevyplatí budovat. Proto byla od prosince 2019 přibližně do února 2020 zavedena pokusná linka 19 (Ústřední hřbitov – CAN – Křimice / Malesice), kombinující trasy trolejbusové linky 11 a autobusové 35. Pokud se takové řešení osvědčí, je možné, že v budoucnu získají trolejbusy větší podíl na plzeňské MHD, kdy takto některé trasy převezmou od autobusů.

## Linkové vedení
- 9 – Koterov – Karlov
- 10 – Tylova – Černice
- 11 – Ústřední hřbitov – Křimice
- 12 – Letkov, V Podlesí – Nová Hospoda
- 13 – Na Dlouhých – NC Černice
- 14 – Pařížská – Sídliště Bory
- 15 – Lobzy – Nová Hospoda
- 16 – Doubravka – Sídliště Bory
- 17 – Doubravka – Nová Hospoda
- 18 – CAN Husova – Borská Pole
- 19 - Karlov - Nová Hospoda
- N7 – Mrakodrap – Nová Hospoda

### Úseky linek bez trolejového napájení
- Božkov - Letkov, V Podlesí (linka 12)
- Černice - NC Černice (linka 13)
- CAN Husova - Malesice - Křimice (linka 11, nejprve linka 19)
- U Luny - NC Borská pole (linka 19)
- Borská pole - U Luny (linka 19)
- Slovany - Světovar - Koterov (linka 9)

## Vozový park

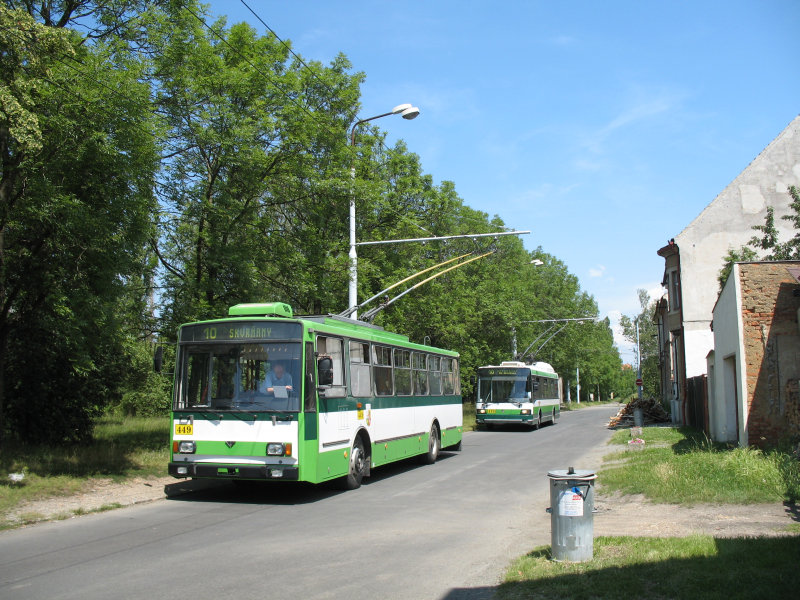
Trolejbus Škoda 14TrM (před modernizací 14Tr10/6) č. 449 a 21TrACI č. 479 na konečné Skvrňany, Škoda VII. brána

Pro zahájení provozu bylo dodáno šest třínápravových trolejbusů Škoda 3Tr. Do roku 1948 jich bylo dodáno celkem 34 ve třech různých sériích. Vozy označené jako 3Tr1 a 3Tr2 byly původně dvoudveřové, 3Tr3 měly již z výroby troje dveře. Se třetí sérií byl také dodán jeden trolejbus Škoda 6Tr2, který se zachoval do dnešních dnů, neboť byl po vyřazení z provozu předán Technickému muzeu v Brně. V padesátých byly dodány vozy typů Škoda 7Tr a Škoda 8Tr. V roce 1953 byl vozový park zároveň doplněn pěti staršími trolejbusy Škoda 2Tr, které jezdily původně v Praze. Od roku 1960 byly do Plzně dodávány trolejbusy Škoda 9Tr (celkem jich zde jezdilo přes 150). V polovině 60. let je následovalo i několik vozů Škoda T 11 z ověřovací série. Trolejbusy Škoda 14Tr jezdily v plzeňských ulicích mezi lety 1980–2018, jejich kloubová varianta 15Tr stabilně posilovala nejvytíženější linky v období 1987–2012. V 90. letech i v období po roce 2000 probíhala vlna modernizací původních trolejbusů 14Tr na typ 14TrM, u mnohých pak doplněná kromě celkové generální opravy také dosazením zcela nové vozové skříně, dodávané přímo od ostrovského výrobce. Dvousilové nízkopodlažní trolejbusy Škoda 21TrACI byly dodávány od roku 2001. V průběhu prvního desetiletí 21. století byl vozový park obnovován nízkopodlažními vozy Škoda 24Tr a Škoda 25Tr, po roce 2010 jsou nakupovány nízkopodlažní trolejbusy Škoda 26Tr a Škoda 27Tr, některé z nich s pomocným pohonem (s dieselagregátem a později s trakčními bateriemi). V roce 2018 byl ukončen provoz trolejbusů Škoda 14TrM a Škoda 21TrACI. Od dubna 2018 je po vyřazení typu 14Tr vozový park plzeňských trolejbusů výhradně nízkopodlažní. Na jaře 2019 zasáhly poprvé do provozu kloubové vozy 27Tr IV. generace (karoserie „New Trollino“), koncem stejného roku se plzeňský vozový park rozrostl o dvojici krátkých vozů 26Tr také již s novou vozovou skříní.
V květnu 2023 bylo v plzeňské trolejbusové síti v provozu 105 vozidel těchto typů:
| Obrázek | Typ        | Modifikace a podtypy | Dodávky v letech | Počet (k 12. 5. 2023) |
| ------- | ---------- | -------------------- | ---------------- | --------------------- |
|         | Škoda 24Tr | Škoda 24Tr           | 2004–2009        | 16                    |
|         | Škoda 25Tr | Škoda 25Tr           | 2009             | 5                     |
|         | Škoda 27Tr | Škoda 27Tr           | 2010–2021        | 28                    |
|         | Škoda 26Tr | Škoda 26Tr           | 2011–2022        | 56                    |

## Historická vozidla
Plzeňské městské dopravní podniky disponují čtyřmi provozuschopnými historickými vozidly. Jedná se o trolejbus Škoda 9TrHT26 č. 323 z roku 1979, třetí prototyp kloubového trolejbusu Škoda 15Tr02 č. 414 z roku 1987 (před zařazením do pravidelného provozu jezdil v letech 1987–1988 s číslem 501), vůz Škoda 14Tr08/6 č. 429 (rok výroby 1989), a nízkopodlažní Škoda 21TrACI č. 496 z roku 2004, jeden z posledních trolejbusů ze Škody Ostrov.
V expozici Techmanie je vystaven nepojízdný trolejbus Škoda 3Tr3 č. 119 z roku 1947, který je v majetku Škody.